# 美味獼猴桃
美味獼猴桃（學名：Actinidia deliciosa；異名：Actinidia chinensis deliciosa）是原產於中國南方的一種植物。野生的美味獼猴桃生長在海拔600到2000公尺的地方。

## 水果

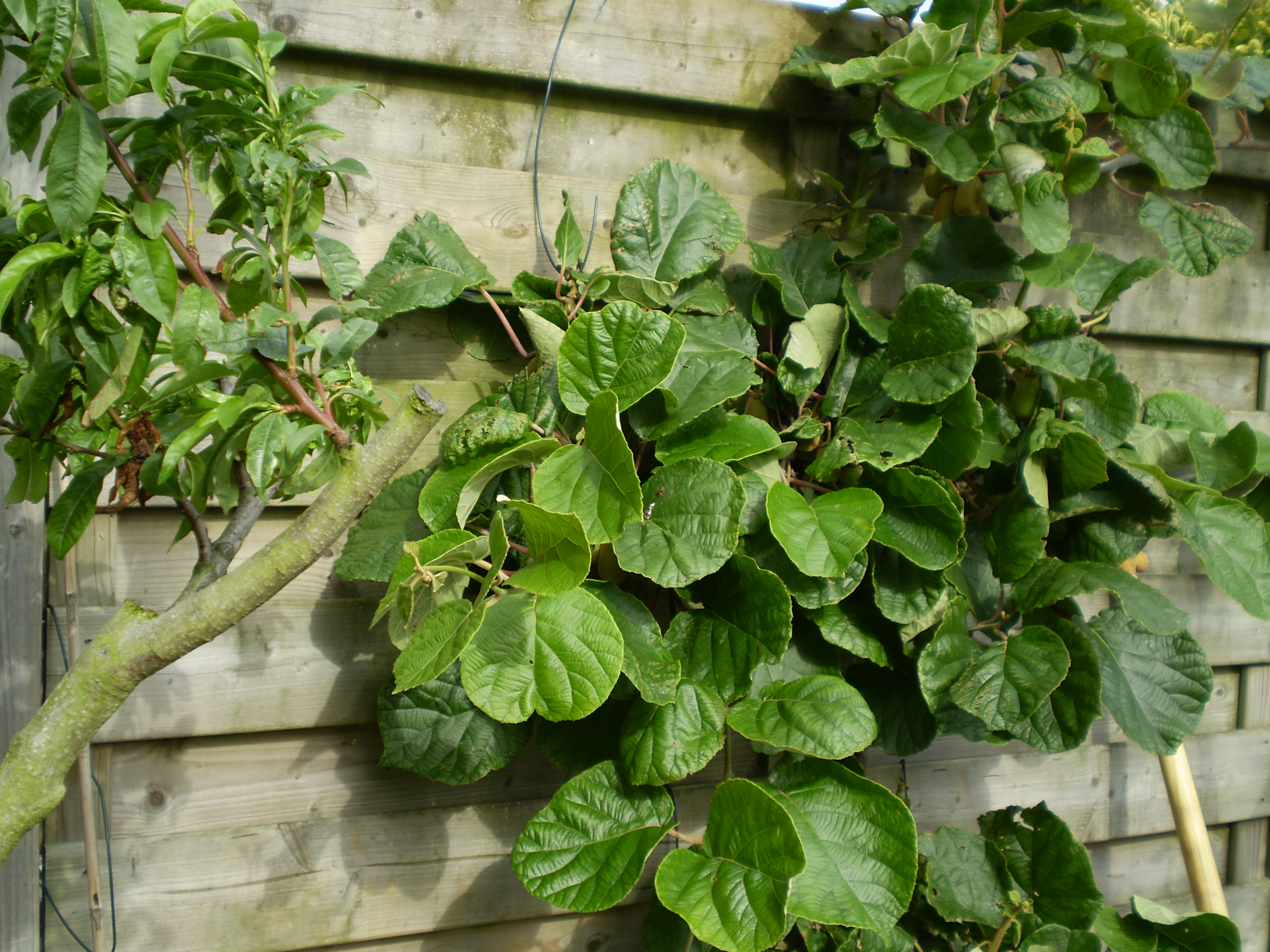
葉子
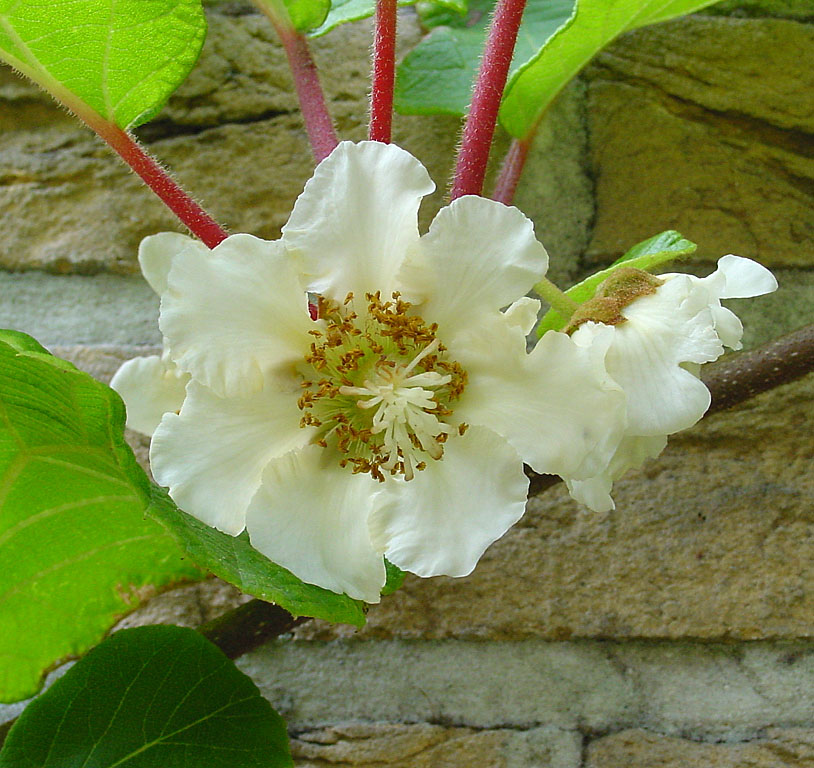
花朵
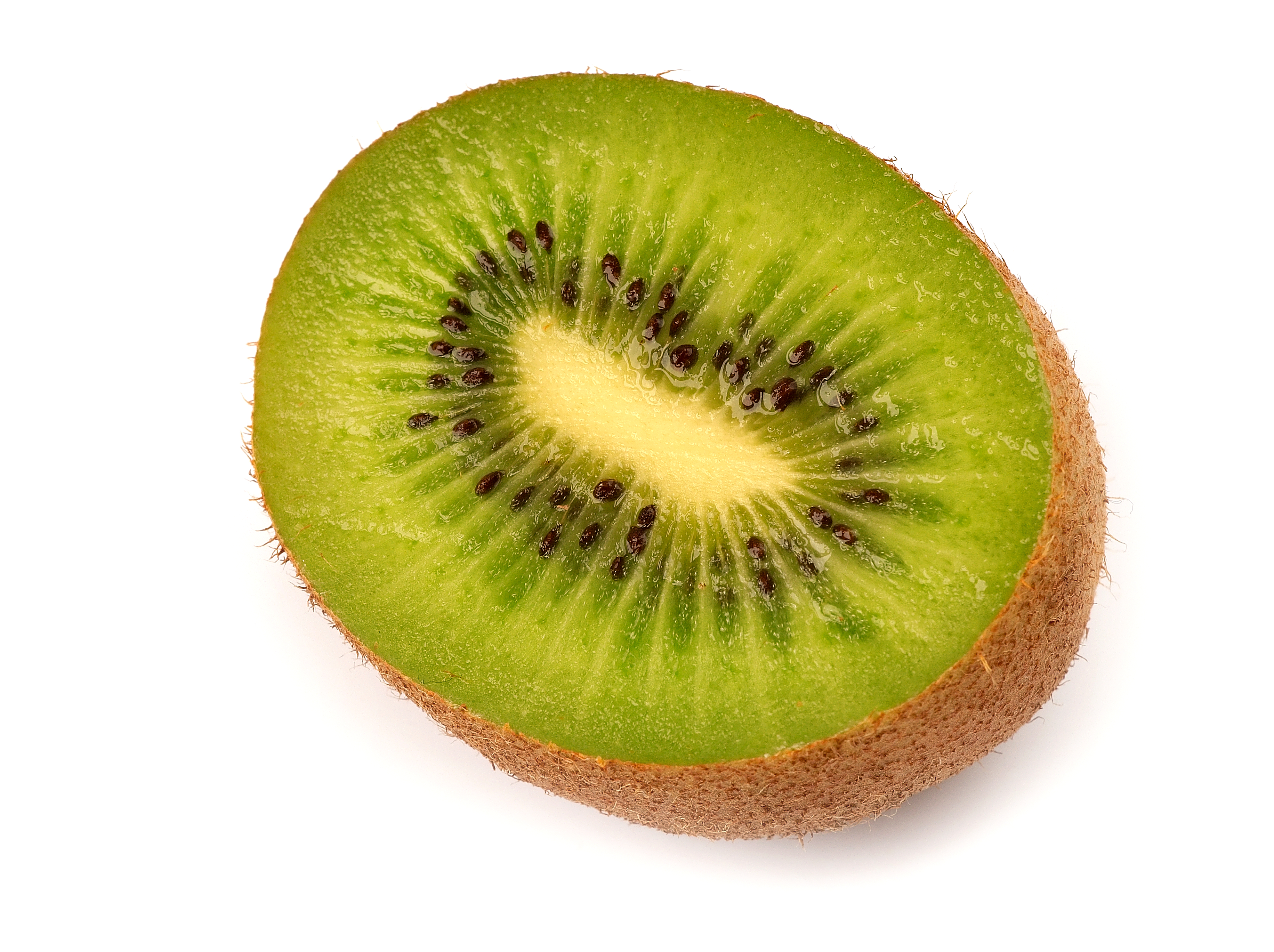
剖半的奇異果